# Samuel Kier

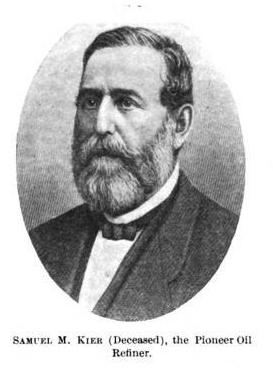
Samuel Kier

Samuel Martin Kier (ur. 1813 r., zm. 1874 r.) – amerykański wynalazca i przedsiębiorca, jeden z pionierów przemysłu petrochemicznego
Urodził się w 1813 r. Jego rodzina prowadziła różne przedsiębiorstwa, m.in. pozyskiwania soli z wód podziemnych. W 1837 r. wydzierżawili ziemię w okolicy Tarentum koło Pittsburga. Od następnego roku ruszyło tam wydobycie soli, zaś ropa jako produkt uboczny była sprzedawana od 1848 r. w butelkach w sklepie w Pittsburgu. Kier był także posiadaczem linii kolejowej w Pensylwanii, a także działał w branży metalowej, ceramicznej, górnictwa węgla i stalownictwie. Od 1851 r. sprzedawał naftę ze swojej rafinerii.